# Argilita

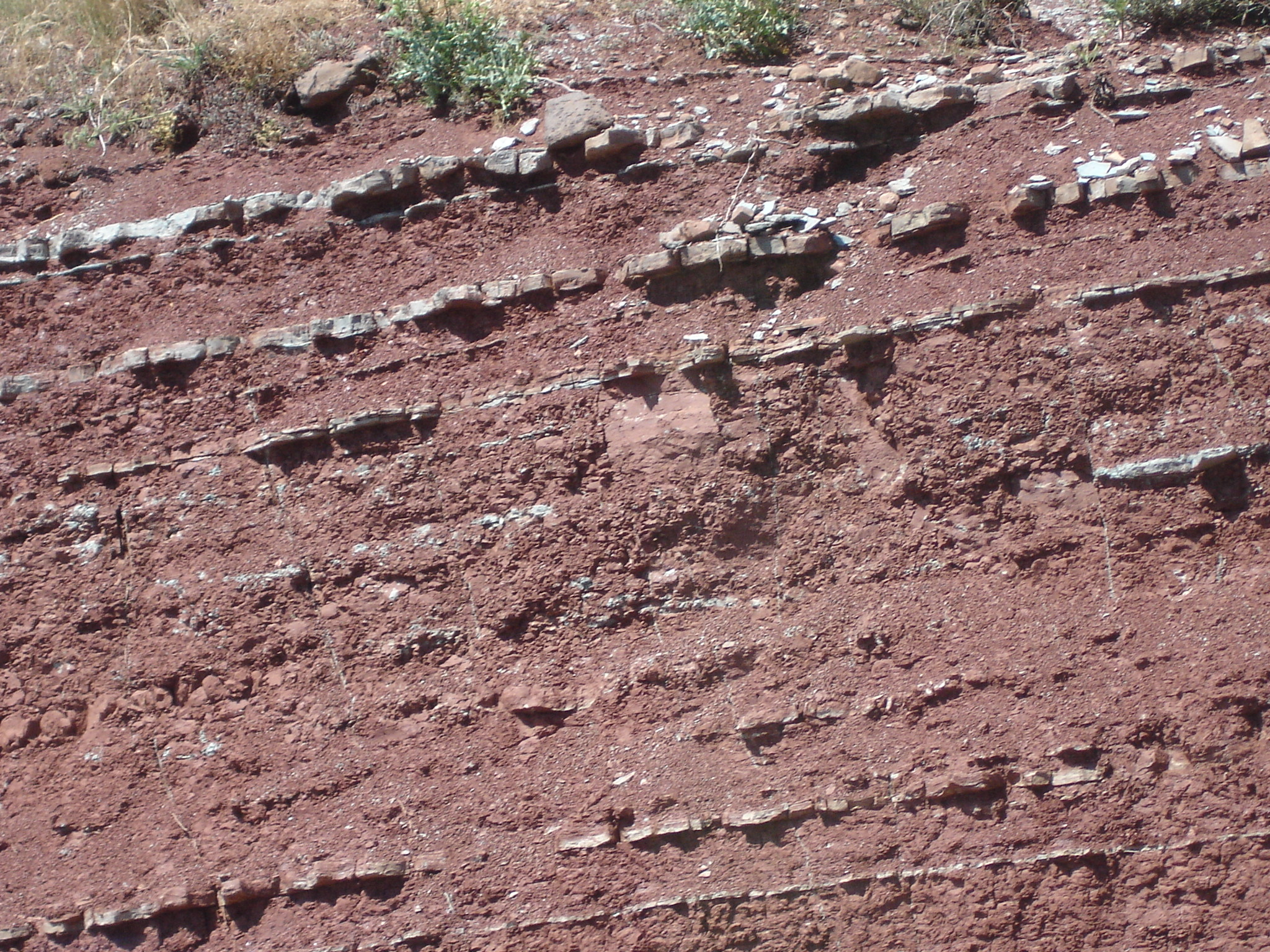
Alternancia de argillitas rojas y verdosas

La argilita es una roca sedimentaria arcillosa usualmente compuesta por mica, sericita y cuarzo. se utiliza para algunas esculturas